# 卡孜乡 (南木林县)
卡孜乡（藏語：མཁར་རྩེ་），是中华人民共和国西藏自治区日喀则市南木林县下辖的一个乡镇级行政单位。

## 行政区划
卡孜乡下辖以下地区：
鲁古冻村、孜拉村、普章岗村、墨星村、卡孜村、康玛村、聂仓村、古确普村和夏角村。

## 交通
- 562国道